# Kitty Hedenskou
Kitty Hedenskou (Christiania, 7 maart 1871 – aldaar, 8 maart 1958) was een Noors zangeres.

## Achtergrond
Kitty Stang Mathiesen werd geboren in het gezin van masseur/fysiotherapeut/haararts (haarlæge) Hans Jørgen Stang Mathiesen (1841-1912) en Karen Mathea Mortensen (overleden 1896). Haar zuster Inga Marie Stang Mathiesen (1872-1945) was violiste. Ze huwde eind 1896/begin 1897 secretaris van het landbouwdepartement Ludvig Nikolai August Hedenskou (geboren 1867). In 1904 werd daaruit geboren Leif Christian Hedenskou, die apotheker werd en trouwde met Erna Reidun Elfrida Skottevik, eveneens apotheker. In 1946 ontving Kitty Hedenskou de Kongens Fortjenstmedalje.

## Muziek
Ze kreeg zanglessen van Ida Lie, Thorvald lammers en Mally Lammers in Oslo. Voorts kreeg ze lessen in Berlijn van Lilli Lehmann. Haar debuut als zangeres vond plaats in 1892. Ze gaf toen ook al zanglessen onder referentie van Ida Lie en Carl Warmuth. Ze gaf vanaf 1902 onder meer les aan het Conservatorium in Oslo.
Enkele concerten:
- 6 mei 1893: Oratorium Elias van Felix Mendelssohn Bartholdy met Mally Lammers, Martha Segelcke, de Zweedse operazanger Lundquist, Rolf Hammer, Christian Cappelen en koren en orkest van het Christiana Theater te Oslo.
- 21 maart 1910: Vor Freisers Kirke: koorconcert met Olaus Andreas Grøndahl en Marie Irgens